# Heathen Tour
Die Heathen Tour war eine Mini-Konzerttournee des britischen Singer-Songwriters David Bowie, bei der er sein 2002 erschienenes Studioalbum Heathen vorstellte.

## Hintergrund
Die Tournee begann am 29. Juni 2002 in London und endete am 23. Oktober des gleichen Jahres in Boston. Mit 36 Konzerten in Nordamerika und diversen Festival-Auftritten in Europa war diese Konzertreise für Bowies Verhältnisse ungewöhnlich kurz gehalten. Zudem war es Bowies erste längere Tournee seit seiner Earthling Tour im Jahr 1997, da er das zwischendurch erschienene Album Hours (1999) mit nur wenigen Auftritten in den Jahren 1999 und 2000 beworben hatte.
Neben seinem aktuellen Album Heathen stand bei den Konzerten der Heathen Tour auch das Album Low aus dem Jahr 1977 im Vordergrund, dessen 25-jähriges Jubiläum Bowie besonders würdigen wollte und daher etliche Songs des Albums in sein Liverepertoire aufnahm. Obwohl Bowie beteuert hatte, nach seiner Sound+Vision Tour im Jahr 1990 nie wieder seine größten Hits zu spielen, waren dennoch einige seiner erfolgreichsten Singlehits wie Ashes to Ashes, China Girl, Rebel Rebel, “Heroes” oder Let’s Dance auf diesen Konzerten zu hören.
Bemerkenswert ist ebenfalls, dass Bowie auf dem vierten und letzten Tourabschnitt fünf Konzerte in jedem der fünf Stadtbezirke seiner Wahlheimat New York City gab. Bowie bezeichnete diese Konzerte scherzthaft als seinen „eigenen New-York-City-Marathon“ und bemerkte: „Ich könnte von all diesen Auftritten auf Rollschuhen nach Hause fahren.“

## Setlist

### Beispiel-Setlist
- Life on Mars?
- Ashes to Ashes
- Breaking Glass
- Cactus
- China Girl
- Slip Away
- Fame
- I’m Afraid of Americans
- Speed of Life
- 5:15 The Angels Have Gone
- I’ve Been Waiting for You
- Survive
- Rebel Rebel
- “Heroes”
- Heathen (The Rays)
- Sunday
- I Would Be Your Slave
- Afraid
- Everyone Says ‚Hi‘
- Hallo Spaceboy
- Let’s Dance
- Ziggy Stardust

## Tourdaten
| Nr.                 | Datum              | Stadt          | Land               | Veranstaltungsort                      | Anmerkungen              |
| Leg 1 – Europa      | Leg 1 – Europa     | Leg 1 – Europa | Leg 1 – Europa     | Leg 1 – Europa                         | Leg 1 – Europa           |
| ------------------- | ------------------ | -------------- | ------------------ | -------------------------------------- | ------------------------ |
| 1                   | 29. Juni 2002      | London         | England            | Royal Festival Hall                    | Meltdown Festival        |
| 2                   | 1. Juli 2002       | Paris          | Frankreich         | Olympia                                |                          |
| 3                   | 3. Juli 2002       | Kristiansand   | Norwegen           | Odderøya                               | Quart Festival           |
| 4                   | 5. Juli 2002       | Horsens        | Danemark           | Det Ny Teater                          |                          |
| 5                   | 7. Juli 2002       | Ostende        | Belgien            | Wellingtonrenbaan                      | Seat Beach Rock Festival |
| 6                   | 10. Juli 2002      | Manchester     | England            | Old Trafford Cricket Ground            | Move Festival            |
| 7                   | 12. Juli 2002      | Köln           | Deutschland        | E-Werk                                 |                          |
| 8                   | 14. Juli 2002      | Nîmes          | Frankreich         | Les Arènes                             |                          |
| 9                   | 15. Juli 2002      | Lucca          | Italien            | Piazza Napoleone                       | Lucca Summer Festival    |
| 10                  | 18. Juli 2002      | Montreux       | Schweiz            | Auditorium Stravinski                  | Montreux Jazz Festival   |
| Leg 2 – Nordamerika |                    |                |                    |                                        |                          |
| 11                  | 28. Juli 2002      | Bristow        | Vereinigte Staaten | Nissan Pavilion                        | Area Festival            |
| 12                  | 30. Juli 2002      | Camden         | Vereinigte Staaten | Tweeter Center                         | Area Festival            |
| 13                  | 31. Juli 2002      | Holmdel        | Vereinigte Staaten | PNC Bank Arts Center                   | Area Festival            |
| 14                  | 2. August 2002     | Wantagh        | Vereinigte Staaten | Jones Beach Theater                    | Area Festival            |
| 15                  | 3. August 2002     | Mansfield      | Vereinigte Staaten | Tweeter Center for the Performing Arts | Area Festival            |
| 16                  | 5. August 2002     | Toronto        | Kanada             | Molson Amphitheatre                    | Area Festival            |
| 17                  | 6. August 2002     | Clarkston      | Vereinigte Staaten | DTE Energy Music Theatre               | Area Festival            |
| 18                  | 8. August 2002     | Tinley Park    | Vereinigte Staaten | Tweeter Center                         | Area Festival            |
| 19                  | 10. August 2002    | Denver         | Vereinigte Staaten | Pepsi Center                           | Area Festival            |
| 20                  | 13. August 2002    | Irvine         | Vereinigte Staaten | Verizon Wireless Amphitheater          | Area Festival            |
| 21                  | 14. August 2002    | Mountain View  | Vereinigte Staaten | Shoreline Amphitheatre                 | Area Festival            |
| 22                  | 16. August 2002    | George         | Vereinigte Staaten | The Gorge Amphitheatre                 | Area Festival            |
| Leg 3 – Europa      |                    |                |                    |                                        |                          |
| 23                  | 22. September 2002 | Berlin         | Deutschland        | Max-Schmeling-Halle                    |                          |
| 24                  | 24. September 2002 | Paris          | Frankreich         | Le Zénith                              |                          |
| 25                  | 25. September 2002 | Paris          | Frankreich         | Le Zénith                              |                          |
| 26                  | 27. September 2002 | Bonn           | Deutschland        | Museumsplatz                           |                          |
| 27                  | 29. September 2002 | München        | Deutschland        | Olympiahalle                           |                          |
| 28                  | 2. Oktober 2002    | London         | England            | Carling Apollo Hammersmith             |                          |
| Leg 4 – Europa      |                    |                |                    |                                        |                          |
| 29                  | 11. Oktober 2002   | New York City  | Vereinigte Staaten | Music Hall at Snug Harbour             |                          |
| 30                  | 12. Oktober 2002   | New York City  | Vereinigte Staaten | St. Anne’s Warehouse                   |                          |
| 31                  | 16. Oktober 2002   | New York City  | Vereinigte Staaten | QC Colden Center                       |                          |
| 32                  | 17. Oktober 2002   | New York City  | Vereinigte Staaten | Jimmy’s Bronx Cafe                     |                          |
| 33                  | 20. Oktober 2002   | New York City  | Vereinigte Staaten | Beacon Theatre                         |                          |
| 34                  | 21. Oktober 2002   | Upper Darby    | Vereinigte Staaten | Tower Theatre                          |                          |
| 35                  | 23. Oktober 2002   | Boston         | Vereinigte Staaten | Orpheum Theatre                        |                          |

## Band
- David Bowie: Gesang, Gitarre, Saxophon, Mundharmonika, Stylophone
- Earl Slick: Gitarre
- Gerry Leonard: Gitarre, Keyboards, Hintergrundgesang
- Mark Plati: Gitarre, Bass, Keyboards, Hintergrundgesang
- Gail Ann Dorsey: Bass, Gitarre, Hintergrundgesang, Tamburin bei Heathen (The Rays)
- Mike Garson: Keyboards
- Catherine Russell: Percussion, Keyboards, Hintergrundgesang